# 蓬田村立蓬田小学校
蓬田村立蓬田小学校（よもぎたそんりつ よもぎたしょうがっこう）は青森県東津軽郡蓬田村大字阿弥陀川にある公立小学校。

## 沿革
- 1878年（明治11年）9月10日 - 字汐越39番地に蓬田小学（下等小学校）として開校。当時の学区は、蓬田・阿弥陀川・郷沢の各地区。
- 1887年（明治20年）4月 - 蓬田簡易小学校に改称。
- 1892年（明治25年）
  - 4月 - 蓬田尋常小学校に改称。
  - 日付不明 - 校舎類焼。
  - 秋 - 校舎新築落成。
- 1895年（明治28年）
  - 5月 - 類焼により、校舎焼失。
  - 8月 - 校舎起工。
  - 11月 - 校舎竣工。
- 1903年（明治36年）7月28日 - 高等小学校を併置し、蓬田尋常高等小学校に改称。
- 1905年（明治38年）11月 - 蓬田字汐越5番3号及び1番2号に移転。
- 1909年（明治42年）7月 - 校舎改築。
- 1919年（大正8年）4月 - 校舎改築及び増築。
- 1941年（昭和16年）4月1日 - 国民学校令により、蓬田国民学校に改称。
- 1947年（昭和22年）4月1日 - 学校教育法（旧法）施行により、蓬田村立蓬田小学校に改称。同日、蓬田中学校を併置し、高等科生を中学校に移籍。
- 1950年（昭和25年）9月8日 - 中学校校舎新築、移転分離。
- 1960年（昭和35年） - 4教室を増築。
- 1964年（昭和39年）
  - 5月1日 - 中沢小学校を併合。中沢地区と長科地区が学区に編入。但し、校舎はこの時点では統合せず、（旧）蓬田小学校が北校舎、中沢小学校が南校舎として存続。
  - 8月25日 - 統合校舎工事着工。
- 1965年（昭和40年）10月30日 - 新校舎（屋体除く）が完成し、移転。これをもって事実上の完全統合。
- 1966年（昭和41年）
  - 3月31日 - 校舎竣工。
  - 5月2日 - 屋内体操場竣工。同日、新校舎落成式典挙行。
- 1972年（昭和47年）4月1日 - 教育の均等化と経費節減を目的に広瀬・高根の両小学校を併合。これをもって、蓬田村内全域が学区となる。
- 2004年（平成16年）10月31日 - 新校舎落成[1]。
- 2005年（平成17年）
  - 8月 - 体育館完成[2]。
  - 12月 - 新グラウンド完成。

## 学区
- 蓬田村全域。

## アクセス
- 蓬田村コミュニティバス「高根～中沢線」蓬田小学校前バス停下車。
- JR津軽線蓬田駅から、徒歩約790m・約12分。
- JR津軽線蟹田駅から、
  - 上述のコミュニティバスで、「蓬田小学校前」バス停まで、23分～35分。
  - 車で、約6.9km・約12分。
- 蓬田村役場本庁舎から、
  - 上述のコミュニティバスで、「蓬田小学校前」バス停まで、2分。
  - 車で約1.6km・約3分。
- 蓬田村教育委員会から、車で約3.7km・約6分。
- 蓬田中学校から、
  - 上述のコミュニティバスで、8分～15分（蓬田診療所での待合時間含まず）。
  - 徒歩で、約2.6km・約40分（最短ルートを行った場合）。
  - 車で、約2.8km・約5分。

## 周辺
- 国道280号内真部蓬田バイパス
- JA青森ライスセンター
- コメリ津軽蓬田店
  - 他は田んぼが広がる。

## 参考資料
- 『蓬田村史』（蓬田村・1973年3月31日発行）315頁～329頁「第十二章 教育・第二節 蓬田小学校 -広瀬小学校、高根小学校-」
- 『青森県教育史 別巻』（青森県教育委員会・1973年12月20日発行）「学校沿革 小学校」758頁～759頁「蓬田小学校」